# Hosokawa Gracia
Hosokawa Tama (細川玉?), normalmente conocida como Hosokawa Garasha (細川ガラシャ?), (1563 – 25 de agosto (el día 17 de 7º mes del calendario japonés), 1600) era hija del noble Akechi Mitsuhide, la esposa de Hosokawa Tadaoki, y una cristiana conversa.

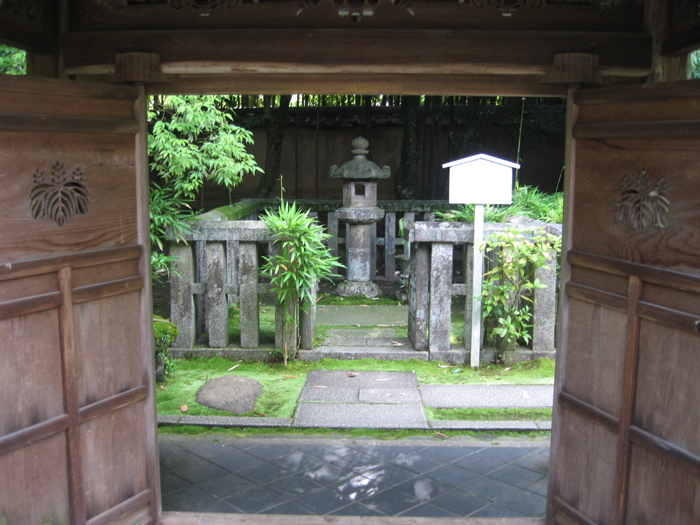
La tumba de Hosokawa Gracia y de Hosokawa Tadaoki, Daitokuji, Kioto.

Fue nombrada Tama al nacer; Garasha, el nombre que es conocido por la historia, se basa en su nombre de bautismo católico, Gracia. 

## Biografía

Blasón (Mon) del clan Hosokawa.

Se casó con Hosokawa Tadaoki a la edad de quince años, la pareja tuvo cinco o seis hijos. En el sexto mes de 1582, su padre Akechi Mitsuhide traicionó y mató a su señor, Oda Nobunaga, transformando a la adolescente Tama, hija de un traidor. Como no quería divorciarse de ella, Tadaoki la envió a la aldea de Midono en las montañas de la península de Tango (ahora en Kioto), donde permaneció oculta hasta 1584. Tadaoki luego tomó a la mansión a Tama Hosokawa en Osaka, donde permaneció en una celda.
La criada de Tama era de una familia católica, y su marido repetía sus conversaciones con su amigo cristiano Takayama Ukon. En la primavera de 1587 Tama hizo arreglos para visitar en secreto a la iglesia de Osaka. Unos meses más tarde, cuando se enteró de que Toyotomi Hideyoshi había emitido una proclama en contra del cristianismo, estaba decidida a ser bautizada inmediatamente. Como no podía salir de la casa, fue bautizada por su doncella y recibió el nombre de pila "Gracia".
En 1595, la vida de Tadaoki estaba en peligro a causa de su amistad con Toyotomi Hidetsugu, y le dijo a Gracia que si iba a morir tenía que matarse. Cuando escribió a los sacerdotes acerca del plan, se le informó de que el suicidio es un pecado grave. Sin embargo, el peligro pasó.

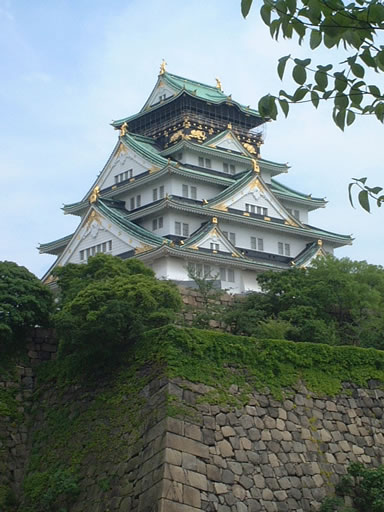
Reconstrucción del Castillo de Osaka de Hideyoshi (La mansión Hosokawa estaba justo al sur del castillo).

 La muerte de Hideyoshi en 1598 dejó un vacío de poder con dos facciones rivales queriendo tomar el control: Tokugawa Ieyasu en el este y Ishida Mitsunari en el oeste. Cuando Ieyasu se fue hacia el este en 1600 liderando un gran ejército, incluyendo a Tadaoki, su rival Ishida se hizo cargo del inexpugnable castillo en Osaka, la ciudad donde residían las familias de muchos de los generales de Hideyoshi. Ishida ideó un plan para tomar como rehenes a miembros de la familia, lo que obliga a los generales rivales ya sea a aliarse con él, o al menos acordar no atacarlo.
Sin embargo, cuando Ishida intentó tomar a Gracia como rehén, el retén de la familia Ogasawara Shōsai la mató, él y el resto de la familia luego cometió seppuku y quemaron la mansión. La indignación por su muerte fue tan grande que Ishida se vio forzado a abandonar sus planes.
La mayoría de los relatos japoneses afirman que fue idea de Gracia ordenar a Ogasawara que la matase. Pero de acuerdo a un relato jesuita escrito justo después de su muerte, cuando Tadaoki había dejado la mansión, le diría a sus criados que si el honor de su esposa alguna vez estuviese en peligro, deben matarla y luego acabar con ellos mismos. Ellos decidieron debía ser así, Gracia había anticipado su muerte y lo aceptó. 
Un sacerdote católico tomó los restos de Gracia recopilados de la mansión Hosokawa y los enterró en un cementerio de Sakai. Más tarde, Tadaoki trasladó los restos a Sōkenji, un templo en Osaka.
Aunque la cultura popular declara que la Santa Sede la canonizó como una santa en 1862, no existen documentos históricos que prueban esto.

## Gracia en la ficción histórica
Gracia frecuentemente aparece como un personaje de ficción japonés histórico, tanto novelas y dramas. Un sitio web le muestra como un personaje más de 40 dramas teatrales, películas, series de televisión, etc., desde 1887 hasta 2006. También se le refiere con frecuencia por escrito o charlas en la historia de la época. Un trabajo que se ha traducido en Inglés es la novela de Ayako Miura, Hosokawa Garasha Fujin (English title: Lady Gracia: a Samurai Wife's Love, Strife and Faith, en español, Señora Gracia: El amor de la esposa de un samurai, Fe y Conflicto), que muestra una historia bastante cerca de su realidad.
James Clavell usó a Gracia como modelo del personaje de Mariko en su novela Shōgun. Adicionalmente Clavell le dio a la esposa japonesa de Vasco Rodrigues (su nombre japonés era Nyan-Nyan) como nombre de bautismo, Gracia. Este libro pasó a ser adaptado después como una miniserie en 1980. Hay algunos elementos de la vida de Mariko que siguen muchísimo a la de la vida de Gracia, aunque la forma de su muerte es diferente, nada en común entre los dos personajes.